# Foy (Herefordshire)
Foy – wieś i civil parish w Anglii, w hrabstwie Herefordshire. W 2011 roku civil parish liczyła 158 mieszkańców.